# ITB Berlin
ITB Berlin (em alemão: Internationale Tourismus-Börse Berlin) é um feira dedicada à indústria de turismo. Começou em 1966 como um pequeno evento no âmbito de uma feira de importação e se tornou mundialmente conhecida. Na sua edição original houve 250 visitantes comercias, que ao longo dos anos cresceram exponencialmente em número para mais de 114 000 e seu espaço de exposição aumentou de 580 metros quadrados para 160 mil metros quadrados.